# 태시 (서진)
태시(泰始)는 중국 서진(西晉)의 최초의 연호이자, 사마염이 세운 첫 연호이다. 265년 12월에서 274년까지 9년 1개월 동안 사용하였다.

## 개원
조위(曹魏) 함희(咸熙) 2년 12월 17일(266년 2월 8일)에 진(晉)을 건국하고 연호를 태시(泰始)로 건원하였다.

## 연대 대조표
| 태시                | 원년            | 2년                 | 3년        | 4년        | 5년                 | 6년        | 7년        | 8년             | 9년        | 10년       |
| 서력                | 265년           | 266년               | 267년      | 268년      | 269년               | 270년      | 271년      | 272년           | 273년      | 274년      |
| 육십간지 (六十干支) | 을유(乙酉)      | 병술(丙戌)          | 정해(丁亥) | 무자(戊子) | 기축(己丑)          | 경인(庚寅) | 신묘(辛卯) | 임진(壬辰)      | 계사(癸巳) | 갑오(甲午) |
| 오(吳)              | 감로(甘露) 원년 | 2년 보정(寶鼎) 원년 | 2년        | 3년        | 4년 건형(建衡) 원년 | 2년        | 3년        | 봉황(鳳凰) 원년 | 2년        | 3년        |

## 삭일(1일)
| 태시 원년 (265년) | 1월             | 2월             | 3월             | 4월             | 5월             | 6월             | 7월             | 8월             | 9월             | 10월            | 11월            | 윤11월          | 12월            |
| ----------------- | --------------- | --------------- | --------------- | --------------- | --------------- | --------------- | --------------- | --------------- | --------------- | --------------- | --------------- | --------------- | --------------- |
| 삭일(음력)        | 병진일 (丙辰日) | 병술일 (丙戌日) | 을묘일 (乙卯日) | 을유일 (乙酉日) | 갑인일 (甲寅日) | 갑신일 (甲申日) | 계축일 (癸丑日) | 계미일 (癸未日) | 임자일 (壬子日) | 임오일 (壬午日) | 신해일 (辛亥日) | 신사일 (辛巳日) | 경술일 (庚戌日) |
| 율리우스력        | 265년 2월 3일   | 3월 5일         | 4월 3일         | 5월 3일         | 6월 1일         | 7월 1일         | 7월 30일        | 8월 29일        | 9월 27일        | 10월 27일       | 11월 25일       | 12월 25일       | 266년 1월 23일  |
| 태시 2년 (266년)  | 1월             | 2월             | 3월             | 4월             | 5월             | 6월             | 7월             | 8월             | 9월             | 10월            | 11월            | 12월            |                 |
| 삭일(음력)        | 경진일 (庚辰日) | 기유일 (己酉日) | 기묘일 (己卯日) | 무신일 (戊申日) | 무인일 (戊寅日) | 무신일 (戊申日) | 정축일 (丁丑日) | 정미일 (丁未日) | 병자일 (丙子日) | 병오일 (丙午日) | 을해일 (乙亥日) | 을사일 (乙巳日) |                 |
| 율리우스력        | 266년 2월 22일  | 3월 23일        | 4월 22일        | 5월 21일        | 6월 20일        | 7월 20일        | 8월 18일        | 9월 17일        | 10월 16일       | 11월 15일       | 12월 14일       | 267년 1월 13일  |                 |
| 태시 3년 (267년)  | 1월             | 2월             | 3월             | 4월             | 5월             | 6월             | 7월             | 8월             | 9월             | 10월            | 11월            | 12월            |                 |
| 삭일(음력)        | 갑술일 (甲戌日) | 갑진일 (甲辰日) | 계유일 (癸酉日) | 계묘일 (癸卯日) | 임신일 (壬申日) | 임인일 (壬寅日) | 신미일 (辛未日) | 신축일 (辛丑日) | 신미일 (辛未日) | 경자일 (庚子日) | 경오일 (庚午日) | 기해일 (己亥日) |                 |
| 율리우스력        | 267년 2월 11일  | 3월 13일        | 4월 11일        | 5월 11일        | 6월 9일         | 7월 9일         | 8월 7일         | 9월 6일         | 10월 6일        | 11월 4일        | 12월 4일        | 268년 1월 2일   |                 |
| 태시 4년 (268년)  | 1월             | 2월             | 3월             | 4월             | 5월             | 6월             | 7월             | 8월             | 윤8월           | 9월             | 10월            | 11월            | 12월            |
| 삭일(음력)        | 기사일 (己巳日) | 무술일 (戊戌日) | 무진일 (戊辰日) | 정유일 (丁酉日) | 정묘일 (丁卯日) | 병신일 (丙申日) | 병인일 (丙寅日) | 을미일 (乙未日) | 을축일 (乙丑日) | 갑오일 (甲午日) | 갑자일 (甲子日) | 계사일 (癸巳日) | 계해일 (癸亥日) |
| 율리우스력        | 268년 2월 1일   | 3월 1일         | 3월 31일        | 4월 29일        | 5월 29일        | 6월 27일        | 7월 27일        | 8월 25일        | 9월 24일        | 10월 23일       | 11월 22일       | 12월 21일       | 269년 1월 20일  |
| 태시 5년 (269년)  | 1월             | 2월             | 3월             | 4월             | 5월             | 6월             | 7월             | 8월             | 9월             | 10월            | 11월            | 12월            |                 |
| 삭일(음력)        | 계사일 (癸巳日) | 임술일 (壬戌日) | 임진일 (壬辰日) | 신유일 (辛酉日) | 신묘일 (辛卯日) | 경신일 (庚申日) | 경인일 (庚寅日) | 기미일 (己未日) | 기축일 (己丑日) | 무오일 (戊午日) | 무자일 (戊子日) | 정사일 (丁巳日) |                 |
| 율리우스력        | 269년 2월 19일  | 3월 20일        | 4월 19일        | 5월 18일        | 6월 17일        | 7월 16일        | 8월 15일        | 9월 13일        | 10월 13일       | 11월 11일       | 12월 11일       | 270년 1월 9일   |                 |
| 태시 6년 (270년)  | 1월             | 2월             | 3월             | 4월             | 5월             | 6월             | 7월             | 8월             | 9월             | 10월            | 11월            | 12월            |                 |
| 삭일(음력)        | 정해일 (丁亥日) | 병진일 (丙辰日) | 병술일 (丙戌日) | 을묘일 (乙卯日) | 을유일 (乙酉日) | 을묘일 (乙卯日) | 갑신일 (甲申日) | 갑인일 (甲寅日) | 계미일 (癸未日) | 계축일 (癸丑日) | 임오일 (壬午日) | 임자일 (壬子日) |                 |
| 율리우스력        | 270년 2월 8일   | 3월 9일         | 4월 8일         | 5월 7일         | 6월 6일         | 7월 6일         | 8월 4일         | 9월 3일         | 10월 2일        | 11월 1일        | 11월 30일       | 12월 30일       |                 |
| 태시 7년 (271년)  | 1월             | 2월             | 3월             | 4월             | 5월             | 윤5월           | 6월             | 7월             | 8월             | 9월             | 10월            | 11월            | 12월            |
| 삭일(음력)        | 신사일 (辛巳日) | 신해일 (辛亥日) | 경진일 (庚辰日) | 경술일 (庚戌日) | 기묘일 (己卯日) | 기유일 (己酉日) | 무인일 (戊寅日) | 무신일 (戊申日) | 무인일 (戊寅日) | 정미일 (丁未日) | 정축일 (丁丑日) | 병오일 (丙午日) | 병자일 (丙子日) |
| 율리우스력        | 271년 1월 28일  | 2월 27일        | 3월 28일        | 4월 27일        | 5월 26일        | 6월 25일        | 7월 24일        | 8월 23일        | 9월 22일        | 10월 21일       | 11월 20일       | 12월 19일       | 272년 1월 18일  |
| 태시 8년 (272년)  | 1월             | 2월             | 3월             | 4월             | 5월             | 6월             | 7월             | 8월             | 9월             | 10월            | 11월            | 12월            |                 |
| 삭일(음력)        | 을사일 (乙巳日) | 을해일 (乙亥日) | 갑진일 (甲辰日) | 갑술일 (甲戌日) | 계묘일 (癸卯日) | 계유일 (癸酉日) | 임인일 (壬寅日) | 임신일 (壬申日) | 신축일 (辛丑日) | 신미일 (辛未日) | 경자일 (庚子日) | 경오일 (庚午日) |                 |
| 율리우스력        | 272년 2월 16일  | 3월 17일        | 4월 15일        | 5월 15일        | 6월 13일        | 7월 13일        | 8월 11일        | 9월 10일        | 10월 9일        | 11월 8일        | 12월 7일        | 273년 1월 6일   |                 |
| 태시 9년 (273년)  | 1월             | 2월             | 3월             | 4월             | 5월             | 6월             | 7월             | 8월             | 9월             | 10월            | 11월            | 12월            |                 |
| 삭일(음력)        | 경자일 (庚子日) | 기사일 (己巳日) | 기해일 (己亥日) | 무진일 (戊辰日) | 무술일 (戊戌日) | 정묘일 (丁卯日) | 정유일 (丁酉日) | 병인일 (丙寅日) | 병신일 (丙申日) | 을축일 (乙丑日) | 을미일 (乙未日) | 갑자일 (甲子日) |                 |
| 율리우스력        | 273년 2월 5일   | 3월 6일         | 4월 5일         | 5월 4일         | 6월 3일         | 7월 2일         | 8월 1일         | 8월 30일        | 9월 29일        | 10월 28일       | 11월 27일       | 12월 26일       |                 |
| 태시 10년 (274년) | 1월             | 윤1월           | 2월             | 3월             | 4월             | 5월             | 6월             | 7월             | 8월             | 9월             | 10월            | 11월            | 12월            |
| 삭일(음력)        | 갑오일 (甲午日) | 계해일 (癸亥日) | 계사일 (癸巳日) | 임술일 (壬戌日) | 임진일 (壬辰日) | 임술일 (壬戌日) | 신묘일 (辛卯日) | 신유일 (辛酉日) | 경인일 (庚寅日) | 경신일 (庚申日) | 기축일 (己丑日) | 기미일 (己未日) | 무자일 (戊子日) |
| 율리우스력        | 274년 1월 25일  | 2월 23일        | 3월 25일        | 4월 23일        | 5월 23일        | 6월 22일        | 7월 21일        | 8월 20일        | 9월 18일        | 10월 18일       | 11월 16일       | 12월 16일       | 275년 1월 14일  |

## 같이 보기
- 다른 왕조의 같은 연호
  - 유송(劉宋) 태시(465년 ~ 471년)

- 중국의 연호